# 迪安维尔
迪安维尔（法語：Dienville，法語發音：[djɛ̃vil]）是法国奥布省的一个市镇，位于该省东部，属于奥布河畔巴尔区。

## 地理
迪安维尔（48°21'2"N, 4°32'1"E）面积20.34 平方千米，位于法国大東部大區奥布省，该省份为法国中北部省份，北起马恩省，西接塞纳-马恩省，西南至约讷省，东南至科多尔省，东临上马恩省。
与迪安维尔接壤的市镇（或旧市镇、城区）包括：阿芒斯、旧布列讷、拉东维利耶、拉罗蒂耶尔、于尼安维尔。

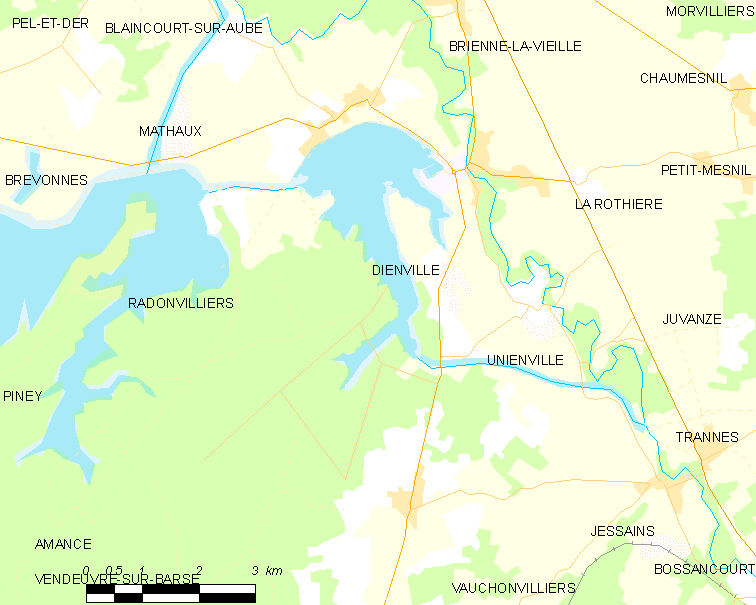
迪安维尔的OSM定位图

迪安维尔的时区为UTC+01:00、UTC+02:00（夏令时）。

## 行政
迪安维尔的邮政编码为10500，INSEE市镇编码为10123。

## 政治
迪安维尔所属的省级选区为布列讷堡县。

## 人口

1962-2008年间迪安维尔人口变化图示

迪安维尔于2022年1月1日时的人口数量为821人。